# 디스니프
디스니프(dSniff)는 보안 연구원이자 스타트업 설립자 더그 송(Dug Song)이 각기 다른 애플리케이션 프로토콜의 구문을 분석하고 관련 정보를 추출하기 위해 개발한 패스워드 스니핑 및 네트워크 트래픽 분석 도구들의 모임이다. dsniff, filesnarf, mailsnarf, msgsnarf, urlsnarf, webspy는 관심있는 데이터(비밀번호, 이메일, 파일 등)에 대해 네트워크를 수동으로 모니터링하는 도구들이다. arpspoof, dnsspoof, macof는 공격자가 보통은 (예: L2 스위치로 인해) 접근이 불가능한 네트워크 트래픽을 가로채는 일을 용이하게 해준다. sshmitm, webmitm은 애드혹 PKI의 약한 바인딩을 부당하게 활용하여 리다이렉트되는 SSH, HTTPS 세션에 대해 중간자 공격을 구현한다.

## 같이 보기
- Tcpdump
- 와이어샤크